# Liste der Bodendenkmale in Beetzseeheide
Die Liste der Bodendenkmale in Beetzseeheide enthält alle Bodendenkmale der brandenburgischen Gemeinde Beetzseeheide und ihrer Ortsteile auf der Grundlage der Landesdenkmalliste vom 31. Dezember 2020.
Die Baudenkmale sind in der Liste der Baudenkmale in Beetzseeheide aufgeführt.
| Gemarkung               | Flur | Kurzansprache | Nummer | Beschreibung | Bild |
| ----------------------- | ---- | --- | ------ | --- | ---- |
| Butzow (Lage)           | 1    | Siedlung slawisches Mittelalter, Siedlung Völkerwanderungszeit, Siedlung römische Kaiserzeit                                          | 30184  | |      |
| Butzow (Lage)           | 1    | Siedlung Bronzezeit, Gräberfeld Bronzezeit                                                                                            | 30187  | |      |
| Butzow (Lage)           | 1    | Dorfkern Neuzeit, Dorfkern deutsches Mittelalter, Siedlung Urgeschichte                                                               | 30188  | |      |
| Butzow, Radewege (Lage) | 1, 5 | Rast- und Werkplatz Mesolithikum, Gräberfeld Neolithikum, Gräberfeld Bronzezeit, Gräberfeld römische Kaiserzeit                       | 30179  | Der Hasselberg wurde in prähistorischer Zeit als Beerdigungsplatz genutzt. So fand man auf ihm einen der größten Urnengräberfriedhöfe des Elbe-Havelgebietes und der Gegend um die Stadt Brandenburg. Die Funde konnten in die späte römische Kaiserzeit bis zum Beginn der Zeit der Völkerwanderung datiert werden. Zumeist wurden schalenförmige Urnen ohne Beigaben gefunden. Ein Einzelfund war beispielsweise eine Fibel, die der Gegend um Niemberg zuzuschreiben ist und eine Gürtelschnalle. Die gemachten Funde wurden ins 3. bis ins 5. Jahrhundert datiert. Neben diesen Urnengräbern konnten am Hasselberg weitere Gräber aus der Steinzeit gesichert werden, die der Havelländischen Kultur zugeordnet wurden. siehe Hasselberg (Radewege) |      |
| Gortz (Lage)            | 7, 8 | Siedlung slawisches Mittelalter, Siedlung Urgeschichte, Siedlung deutsches Mittelalter                                                | 30904  | |      |
| Gortz (Lage)            | 1, 5 | Dorfkern Neuzeit, Dorfkern deutsches Mittelalter                                                                                      | 30905  | |      |
| Ketzür (Lage)           | 2    | Gräberfeld Eisenzeit, Gräberfeld römische Kaiserzeit, Gräberfeld Bronzezeit                                                           | 30897  | Wie viele Erhebungen der Umgebung wurde auch der Mosesberg in prähistorischer Zeit als Beerdigungsplatz genutzt. So fand man auf ihm einen Urnengräberfriedhof, der der frühen Eisenzeit zuzuordnen ist. Weitere Gräber stammen aus der frühen römischen Kaiserzeit. Insgesamt wurden etwa 60 Urnen gesichert. Als Grabbeigaben fanden sich Fibeln, Messer und Schnallen. siehe Mosesberg (Ketzür) |      |
| Ketzür (Lage)           | 1    | Siedlung deutsches Mittelalter, Siedlung slawisches Mittelalter                                                                       | 30898  | |      |
| Ketzür (Lage)           | 1    | Friedhof deutsches Mittelalter, Dorfkern Neuzeit, Kirche deutsches Mittelalter, Siedlung Urgeschichte, Dorfkern deutsches Mittelalter | 30899  | |      |
| Mötzow (Lage)           | 1    | Siedlung Ur- und Frühgeschichte, Gräberfeld Eisenzeit, Gräberfeld Bronzezeit                                                          | 30968  | |      |
| Mötzow (Lage)           | 1    | Gräberfeld Eisenzeit | 30970  | |      |